# Marussia Motors
Marussia Motors – rosyjska firma produkująca samochody sportowe, istniejąca w latach 2007–2014. Pod koniec 2010 roku przedsiębiorstwo zaangażowało się w zespół Virgin Racing startujący w Formule 1, zostając jego udziałowcem większościowym. Później zespół ten przemianowano na Marussia F1 Team.
Spółkę założyło trzech wspólników: osobowość telewizyjna i były kierowca wyścigowy Nikołaj Fomienko, filozof i strateg marketingowy Jefim Ostrowski, oraz biznesmen działający w branży elektronicznej Andriej Czegłakow. Firma nie osiągnęła jednak sukcesu rynkowego i uległa likwidacji w 2014 roku, przy czym ekipa biorącą udział w wyścigach Formuły 1 pod szyldem Marussii znalazła nowego właściciela i przekształciła się w Manor Racing.
Marussia stworzyła dwa bliźniacze modele samochodu typu coupé z silnikiem umieszczonym centralnie i napędzającym tylną oś pojazdu: model B1 o bardziej klasycznie poprowadzonych liniach, oraz B2 z agresywniejszą stylistyką. Obydwa modele napędzane były silnikami V6 firmy Cosworth, do wyboru w specyfikacji wolnossącej o pojemności 3,5 litra i mocy 300 KM, bądź z turbodoładowaniem o pojemności 2,8 litra i mocy 360 lub 420 KM. Najmocniejsza specyfikacja miała przyspieszać do 100 km/h w czasie 3,8 sekundy i osiągać prędkość maksymalną 250 km/h. W kolekcji firmy znalazł się również model F2 typu SUV.